# Cryptococcus albidus
Cryptococcus albidus är en svampart som först beskrevs av Saito, och fick sitt nu gällande namn av C.E. Skinner 1950. Cryptococcus albidus ingår i släktet Cryptococcus och familjen Tremellaceae.   Inga underarter finns listade i Catalogue of Life.